# 좋은 한국인도 나쁜 한국인도 둘 다 죽여라
좋은 한국인도 나쁜 한국인도 둘 다 죽여라(杀死好韩国人和坏韩国人는 일본의 우익에 의해 발언되고 있던 말이다.

## 내용
2009년부터 도쿄의 한국인이 많이 사는 지역에서는 자주 한국에 항의를 하는 데모 활동이 이루어지게 되고 있다.그것이 점점 에스컬레이트 해 가서, 2013년 2월 9일에 행해진 데모 활동에서는 좋은 한국인도 나쁜 한국인도 둘 다 죽여라 라고 말해질 때까지 되어 있었다.
일본 국회의원이었던 인물은 이 데모 활동에서 심한 발언을 보고 있었다. 그리고 3월 20일 이런 끔찍한 발언을 하고 있는 시위 활동에 항의를 하는 집회를 실시했다. 이 집회는 11명의 국회의원이 찬동하고 있었다. 이 문제로 국회의원이 활동한 것은 처음이었다.
2023년 3월 29일에는 도쿄에서는 관동대지진의 100주년 행사가 열렸다. 그리고 관동대지진에서는 많은 한국인이 학살당했다는 것이 소개됐다. 그와 함께 좋은 한국인도 나쁜 한국인도 둘 다 죽여라 라고 발언된 것도 소개되었고, 이 점에서 일본에서는 한국인을 학살하는 것은 과거의 일이 아니라고 말했다.

## 참고
1. ↑  “ＡＪＷフォーラム：朝日新聞社インフォメーション”. 2024년 10월 21일에 확인함.
2. ↑  “民団新聞”. 2024년 10월 21일에 확인함.
3. ↑  peace-forum21 (2023년 3월 29일). “「関東大震災100年朝鮮人虐殺犠牲者の追悼と責任追及の行動」、3.28学習会を開催”. 2024년 10월 21일에 확인함.